# András Pető
Dans le nom hongrois Pető András, le nom de famille précède le prénom, mais cet article utilise l’ordre habituel en français András Pető, où le prénom précède le nom.
András Pető, né le 11 septembre 1893 à Szombathely et mort le 11 septembre 1967 à Budapest, est un médecin pédiatre hongrois,,.
Il est le fondateur de la « méthode Pető », appelée également l'éducation conductive ou pédagogie conductive, d'éducation spécialisée pour personnes infirmes moteurs cérébrales,.
Le principal centre basé à Budapest, compte plus de 800 enfants, et cette approche se diffuse mondialement depuis l'ouverture des pays de l'Est,.